# Heiiyugou (sockenhuvudort i Kina, Liaoning Sheng, lat 40,80, long 120,55)
Heiiyugou (kinesiska: 黑鱼沟, 杨郊乡) är en sockenhuvudort i Kina. Den ligger i provinsen Liaoning, i den nordöstra delen av landet, omkring 260 kilometer sydväst om provinshuvudstaden Shenyang. Antalet invånare är 9 265. Befolkningen består av 4 502 kvinnor och 4 763 män. Barn under 15 år utgör 13,0 %, vuxna 15-64 år 74 %, och äldre över 65 år 11,0 %.
Runt Heiiyugou är det ganska tätbefolkat, med 214 invånare per kvadratkilometer. Närmaste större samhälle är Gangtun, 13,9 km norr om Heiiyugou. Trakten runt Heiiyugou består till största delen av jordbruksmark.
Genomsnittlig årsnederbörd är 723 millimeter. Den regnigaste månaden är juli, med i genomsnitt 177 mm nederbörd, och den torraste är februari, med 4 mm nederbörd.